# Важкі поверхи
«Важкі́ по́верхи» — український радянський чотирьохсерійний фільм 1974 року режисерів Віталій Кондратова та Юлія Слупського. Знятий на кіностудії імені О. Довженка. Прем'єра фільму відбулася на телебаченні, у 1975 році.

## Сюжет
У серіалі йдеться про трудові будні будівельників. Головний герой картини — головний інженер будівельного тресту — в своїй роботі намагається пробудити у кожного члена трудового колективу відповідальне і творче ставлення до своїх обов'язків.

## Акторський склад
- Олег Єфремов
- Ада Роговцева — Лідія Сєвєрцова
- Віктор Степаненко
- Лесь Сердюк — Девятов
- Геннадій Корольков — Анатолій Смирнов
- Микола Скоробогатов
- Микола Лєбєдєв
- Микола Єременко (старший)
- Олександр Ануров
- Юрій Мажуга — Самородок
- Анатолій Барчук
- В'ячеслав Воронін
- Вілорій Пащенко — Воронін
- Ніна Реус — Обєдіна
- Іван Симоненко — водій
- Людмила Сосюра — Пшеничникова
- Ольга Реус-Петренко — епізод

## Знімальна група
- Режисери: Віталій Кондратов, Юлій Слупський
- Сценаристи: Олексій Лєонтьєв, Лев Лондон
- Оператор: Михайло Чорний
- Композитор: Олексій Муравльов
- Художник: Едуард Шейкін
- Звукорежисер: Анатолій Ковтун